# Dolna Tunguzka
Dolna Tunguzka (ros. Нижняя Тунгуска, Niżniaja Tunguska) – rzeka w Rosji (obwód irkucki i Kraj Krasnojarski). Jej długość wynosi 2989 km, a powierzchnia zlewni 473 tysiące km².
Swoje źródła ma na południu Wyżyny Środkowosyberyjskiej. Płynie przez nią początkowo w kierunku północnym, a potem zachodnim. Wpada do rzeki Jenisej, jako jego prawy dopływ. W górnym biegu płynie szeroką doliną. Dolny bieg obfituje w liczne jezioropodobne rozszerzenia (do 25 km). Miejscami zwęża się do 200 m. W tych miejscach brzegi są strome i osiągają nawet 100–200 m wysokości. Średnia głębokość rzeki 4–6 m, w przełomach 2–3 m, w najgłębszych miejscach nawet do 100 m. Na progach rzecznych prędkość wody nawet 5 m/s. Rzeka zasilana jest głównie śniegami. Od maja do lipca Dolna Tunguzka często wylewa. Zamarznięta od października do maja. Na wiosnę tworzą się olbrzymie zatory lodowe, a poziom wody podnosi się nawet o 35 m. Żeglowna tylko w swoim dolnym biegu od ujścia Koczeczumu.
Nad Dolną Tunguzką leży miasto Tura.
Główne dopływy:
- lewe
  - Nepa (Непа)
  - Bolszaja Jerioma (Большая Ерёма)
  - Ilimpeja (Илимпея)
  - Tajmura (Таймура)
  - Uczami (Учами)
- prawe
  - Koczeczum (Кочечум)
  - Wiwi (Виви)
  - Tutoczana (Тутончана)

## Żegluga
Żegluga na Dolnej Tunguzce jest trudna ze względu na liczne progi rzeczne oraz wiry. Najtrudniejszą przeszkodą są progi „Bolszoj” (wielkie), znajdujące się w odległości 128–130 km od ujścia. W 1927 roku statek parowy po raz pierwszy przepłynął przez te progi i od tej pory odbywała się żegluga pomiędzy Turuchańskiem a Turą.
Na początku XX wieku rozważano możliwość budowy kanału łączącego Dolną Tunguzkę z Leną. Rzeki te bowiem w pobliżu miasta Kireńsk zbliżają się do siebie na odległość około 15 km. Plan ten jednak zarzucono po badaniach w 1911 roku, uznając go za zbyt trudny i drogi.

## Elektrownia wodna
Plany budowy elektrowni wodnej na Dolnej Tunguzce sięgają lat 80., wtedy jednak zostały porzucone w następstwie protestów. Ponownie powrócono do nich na początku XXI wieku. Plan zakłada wybudowanie zapory wodnej, w efekcie której zalane ma zostać 10000 km² tundry. Część z przeznaczonych pod zalanie terenów jest miejscem zakopania odpadów nuklearnych. Konstrukcja wymagałaby również przesiedlenia rdzennej ludności ewenkijskiej.
Ze względu na brak zapotrzebowania w energię elektryczną bezpośredniej okolicy, wytworzony prąd miałby być transportowany do europejskiej Rosji za pomocą korytarza energetycznego o długości 3500 km. Szacowany koszt wynosił 13 miliardów dolarów. Budowa miała rozpocząć się około 2010 roku, jednak została zatrzymana przez katastrofę w elektrowni Sajańsko-Szuszeńskiej w 2009. W 2016 elektrownia wciąż była w fazie planów.
Krytycy określają pomysł budowy elektrowni, nazywanej wstępnie „Ewenkijską” lub „Turuchańską”, jako niepotrzebny, niebezpieczny oraz stanowiący marnowanie pieniędzy.